# Liernu
Liernu är en ort i Belgien.   Den ligger i provinsen Namur och regionen Vallonien, i den centrala delen av landet, 50 km sydost om huvudstaden Bryssel. Liernu ligger 158 meter över havet och antalet invånare är 825.
Terrängen runt Liernu är platt, och sluttar norrut. Runt Liernu är det ganska tätbefolkat, med 139 invånare per kvadratkilometer.. Närmaste större samhälle är Namur, 13,2 km söder om Liernu. 
Trakten runt Liernu består till största delen av jordbruksmark.